# هندسة الورق
هندسة الورق هو فرع من فروع الهندسة يستخدم العلوم الفيزيائية والحيوية والكيمياء حيوية بالإضافة إلى الرياضيات لتحويل المواد الخام لمنتجات ورقية مفيدة أو منتجات يدخل الورق في تركيبها. وغالبًا ما يدخل هذا الفرع تحت تخصص الهندسة الكيميائية.